# Biserica ortodoxă - Huedin II
Ridicată în anul 1910 în stil neobizantin. La interior, pe pereți are o frumoasă pictură în stil bizantin.